# Limp Bizkit
Limp Bizkit es una banda estadounidense de nu metal y rap metal formada en la ciudad de Jacksonville, Florida, en 1994. Sus creadores fueron el líder y vocalista Fred Durst y el bajista Sam Rivers. Posteriormente se unirían el primo de Rivers John Otto como baterista, y el guitarrista Rob Waters, sustituido más tarde por Wes Borland. Un tiempo después se unió el exmiembro de House of Pain DJ Lethal, completando la formación. La banda ha vendido hasta la fecha más de 40 millones de copias en todo el mundo.
La banda saltó al estrellato en junio de 1999, cuando su segundo álbum de estudio, Significant Other, vendió cuatro millones de copias al final de ese año. Sin embargo, su gran éxito internacional llegó en 2000 con Chocolate Starfish and the Hotdog Flavored Water, que incluía el sencillo «Take a Look Around» y que formó parte de la banda sonora de la película Misión: Imposible II. La banda de Fred Durst logró romper su propio récord (establecido un año antes con su álbum anterior) tras despachar más de un millón de copias en su primera semana en venta y lograr el número 1 en Estados Unidos, Canadá y Reino Unido.
Limp Bizkit y especialmente su líder, Fred Durst, han sido siempre acompañados por la controversia. Durst fue duramente criticado tras el Festival de Woodstock de 1999, en el que, durante la actuación de Limp Bizkit, se produjeron numerosas escenas violentas que provocaron el caos entre la multitud. Durante la actuación de la banda se contabilizaron heridos a causa del moshing y violaciones delante del propio escenario. Sin embargo, el momento más trágico tuvo lugar durante el Big Day Out de Sídney en 2001, en el que, nuevamente durante la actuación de Limp Bizkit, se produjeron avalanchas de jóvenes mientras realizaban el moshing. A causa de ello, una joven australiana de 16 años murió de asfixia.
El guitarrista de la banda, Wes Borland, abandonó la formación en 2001 y fue reemplazado por Mike Smith para la grabación del cuarto álbum de estudio de la banda, Results May Vary. Borland regresó para grabar The Unquestionable Truth (Part 1) y volvió a marcharse en 2006. En febrero de 2009 todos los miembros originales de la banda regresaron para ofrecer una gira mundial y grabar un nuevo álbum. Su primer álbum de estudio en seis años, Gold Cobra, fue lanzado el 28 de junio de 2011.
Después de años de lanzar previamente de un álbum titulado provisionalmente Stampede of the Disco Elephants, la banda lanzó su sexto álbum de estudio Still Sucks, el 31 de octubre de 2021.

## Historia

### Three Dollar Bill, Y'all$(1997–1998)
En 1997 Limp Bizkit grabó Three Dollar Bill, Yall$ con Ross Robinson, productor de KoЯn y con Flip/Interscope. En enero de 1998 la emisora de rock KUFO de Portland, Oregón, empezó a radiar "Counterfeit". Durante cinco semanas la tocaron 50 veces y el grupo empezó a ganar cierta fama en esa zona. En realidad los oyentes ignoraban que lo que habían estado escuchando era básicamente un anuncio encubierto, ya que Flip/Interscope había pagado 5.000 dólares para que radiaran la canción. Una pequeña coletilla al inicio del tema en la que se escuchaba "Por gentileza de Flip/Interscope" hacía que legalmente no se pudiera considerar como un soborno a la emisora, sino simple publicidad. El grupo contaba con un pequeño círculo de seguidores gracias a sus actuaciones en el Warped Tour y el Ozzfest, en las que Durst salía al escenario desde el interior de una taza de agua gigante. Pero fue su participación en la gira Family Values (junto a KoЯn, Ice Cube y Rammstein) y su versión metalera del "Faith" de George Michael la que los lleva a conseguir el apoyo de la MTV y finalmente el doble platino, consiguiendo unas ventas superiores al millón y medio de copias.

### Significant Other(1999–2000)
Después de todo lo que tuvo que ver con Three Dollar Bill, Yall$ (grabación y giras), Durst comienza a desarrollar otra de sus facetas, la de cazatalentos. Durst descubre grupos como Staind, Cold, Puddle of Mudd y Taproot. Además, Durst es designado vicepresidente sénior en Interscope Records a principios de julio. El grupo comienza la grabación de un nuevo disco, esta vez con el productor Terry Date. El resultado es Significant Other, disco que incluye colaboraciones de Jonathan Davis de KoЯn, Scott Weiland de Stone Temple Pilots y el rapero Method Man, entrando directo al n.º 1 del Billboard en julio de 1999. La polémica esta vez viene servida por su sencillo "Nookie", con un estribillo que reza "Lo hice todo por el 'nookie', por el 'nookie' y así podrás comer tu galletita y pegala en tu, si, y pegala en tu, si, y pegala en tu si, y pegala ". El problema es que 'nookie' en español es el acto sexual, y cuando durante su actuación en Woodstock 99 se producen varios asaltos sexuales entre el público, los sectores mediáticos más conservadores se alertan y critican muy duramente a Durst y a su banda, acusándolos de incitar a la violencia contra las mujeres. Pese a todo, Significant Other vuelve al nº1 de las listas desbancando a los Backstreet Boys. Su participación como cabezas de cartel de la segunda edición del Family Values les consagra como líderes de una nueva generación de fanes (la del llamado ADIDAS Rock) y acaban vendiendo ocho millones de su segundo álbum.
Impávidos ante tales declaraciones, Limp Bizkit continúa con su Family Values Tour, en el que Durst vuelve a ser el centro de la polémica y sale en los titulares de cientos de revistas y periódicos, debido a desplantes. Durante el polémico caso Napster del 2000, Durst se posiciona como uno de los artistas más abiertos ante el programa de intercambio de ficheros, defendiendo la legitimidad de este tipo de software e inician una guerra dialéctica con Metallica, principal grupo anti-Napster. Durante esa "guerra" verbal, Durst afirmó que "la relación entre Napster y nuestra gira es sencillamente que nosotros les pedimos dinero para poder hacerla gratuita y ellos accedieron. Eso es todo. ¡A quién le importa lo que puedan hacer los de Metallica! Nosotros queríamos hacer un concierto gratis para los fans y Napster nos lo ha permitido, además gracias a eso estamos consiguiendo mucha atención. Además, yo personalmente no puedo bajarme música, porque tengo Macintosh y ellos no tienen aún un programa capaz de trabajar con Macintosh. Puedo meterme, pero no bajar temas. De todas maneras, me gustaría saber cuánta gente se ha convertido en fan de Limp Bizkit después de habernos descubierto allí". Ese mismo verano, embarca a todo Limp Bizkit en un viaje patrocinado por Napster y en donde actúan junto a Cypress Hill. Todo esto prepara el camino para la edición en octubre del tercer disco de la banda, Chocolate Starfish and the Hot Dog Flavored Water.
Luego de las polémicas ocurridas por la actuación en Woodstock 99, las controversias empezaron a envolver a los miembros del grupo. Durst, especialmente, empieza participar en peleas con Trent Reznor de Nine Inch Nails, la banda de nu metal Slipknot, y el antiguo guitarrista de Ozzy Osbourne, Zakk Wylde; la violencia física con Scott Stapp, vocalista de Creed, las guerras verbales con el rapero Eminem, y más tarde, Bruce Dickinson de Iron Maiden.

### Chocolate Starfish & the Hot Dog Flavored Water(2000–2001)

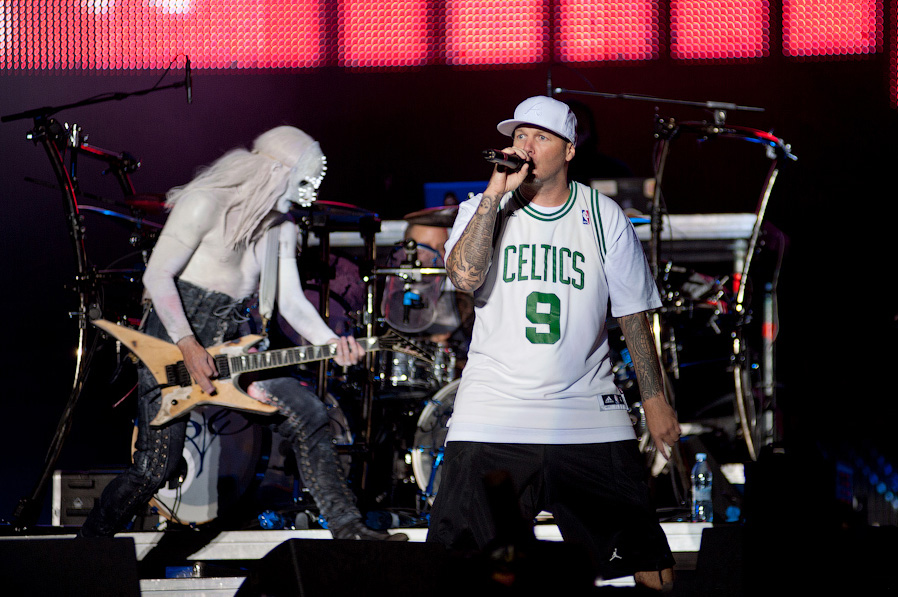
Wes Borland y Fred Durst tocando en vivo

Limp Bizkit es uno de los grupos más importantes en los Estados Unidos, pero nunca han hecho una gira fuera de América. Gracias a su éxito con Significant Other y «Nookie», logran algo de fama fuera de las fronteras estadounidenses, pero insuficiente. Sin embargo, gracias a su participación en la banda sonora de Misión Imposible 2, logran su primer hit mundial con Take a Look Around y se genera una increíble expectativa para su nuevo álbum. La banda anuncia que se llamará Chocolate Starfish & the Hot Dog Flavored Water. Durante la entrega de los premios de los MTV Video Music Awards del 2000, el premio por Mejor video de Rock ("Best Rock Video"), fue presentado y entre los nominados se encontraba Rage Against The Machine. Al final, el premio terminó en las manos de Limp Bizkit; cuando Fred Durst estaba dando sus agradecimientos al público, Tim Commerford se subió sobre el andamio del escenario y amenazó con lanzarse. Tim Commerford dijo que Limp Bizkit era "la banda más odiada en el mundo", y la retransmisión televisiva fue a cortes comerciales. Luego Tim aclaró que todo era una broma. Gracias a esto, quedó opacada la presentación en vivo de la banda Rage Against The Machine. En el mismo evento Fred Durst cantó a dúo con Christina Aguilera.
Poco después inician una gira con Eminem. En la primera semana desde la salida del álbum Chocolate Starfish and the Hotdog Flavored Water vendió 1 054 511 copias y consiguió el número uno en las listas de ventas americanas. El álbum pasó a vender casi 14 millones de copias en todo el mundo.
Para cierta parte de la población la música de Limp Bizkit era machista, incitaba a la violencia y les resultaba estúpida. Pero los ocho millones de discos de su segundo trabajo decían lo contrario. Una colección de canciones que se convierten en los himnos del año 2001, en donde la palabra más repetida es "fuck", donde se burlan de Trent Reznor, el gurú del neometal. Cuenta con colaboraciones de Scott Weiland, DMX, Redman y Method Man, en la versión remixada de «Rollin' (Urban assault vehicle)» que incluye este álbum.
Ese mismo año, durante el Big Day Out de 2001 en Sídney, Australia, Durst se vio envuelto, indirectamente, en la muerte de una joven australiana de 16 años llamada Jessica Michalik, que fue aplastada hasta la muerte en la actuación de Limp Bizkit. Por este motivo, Durst y el resto de la banda fueron demandados ante los tribunales australianos años más tarde por los padres de la joven acusando negligencia, ya que, anteriormente fueron absueltos, aunque se registra en un video de ese festival en el que Fred Durst dice "si alguien se cae y se lastima deténganse y levántenlo".

### New Old SongsyResults May Vary(2001-2004)
New Old Songs es un álbum de mezclas de antiguo material de Limp Bizkit. Interscope distribuyó este disco que fue muy duramente criticado por la prensa y los fanes. Este disco se lanzó al mercado después de la marcha de Wes Borland, algo que irritó mucho a los seguidores de Limp Bizkit, y el contenido del disco, prácticamente íntegro de Hip Hop, fue también objeto de las iras de seguidores y críticos, que acusaron a Durst de aprovechar la marcha de Borland para lanzar al mercado un vehículo de captación de fanes raperos en detrimento de los seguidores del estilo metal. Este es el único CD en el que se suprime los ritmos metal [Nu y Underground] para ponerle fondo de hip hop.
En el disco se remezclan todo tipo de éxitos de Limp Bizkit, donde raperos como Timbaland, Puff Daddy o The Neptunes remezclan y producen las canciones que ellos trabajan.
En 2002, el grupo comienza la búsqueda de un guitarrista que ocupase el puesto de Wes Borland, llegando a organizar concursos y grandes actuaciones para probar a los participantes. Finalmente, el elegido sería Mike Smith de la banda Snot. La banda también renovó su logotipo para promover su cambio de estilo. En septiembre de 2003, es lanzado Results May Vary, grabado ya con Smith en la guitarra. En general, Results May Vary es considerado el disco más flojo de la banda. El principal motivo de dichas críticas fueron las lagunas creativas que se hicieron patentes a raíz la ausencia de Borland. Asimismo, las ventas del álbum fueron escasas en comparación con Chocolate Starfish and the Hot Dog Flavored Water, que vendió un millón de copias en su primera semana a la venta, mientras que Results May Vary lo consiguió en la decimocuarta semana.
En julio de 2004, los rumores de que Borland estaba rondando a la banda se hicieron patentes cuando Limp Bizkit lo anunció en su web. Por lo tanto, Smith tuvo que dejar la banda, sin saberse aún las razones oficiales, ya que la vuelta de Borland supuso la fulminación inmediata de un Smith al que Durst se refirió como "un chico que no era de la familia. Estamos muy contentos de que Mike se haya marchado. Lo hemos pasado muy bien tocando con él, pero en el fondo de cada uno de nosotros sabíamos que él no era el hombre adecuado" en alusión al vacío que Borland dejó tras su marcha.

### The Unquestionable Truth (Part 1)y disolución (2005-2008)

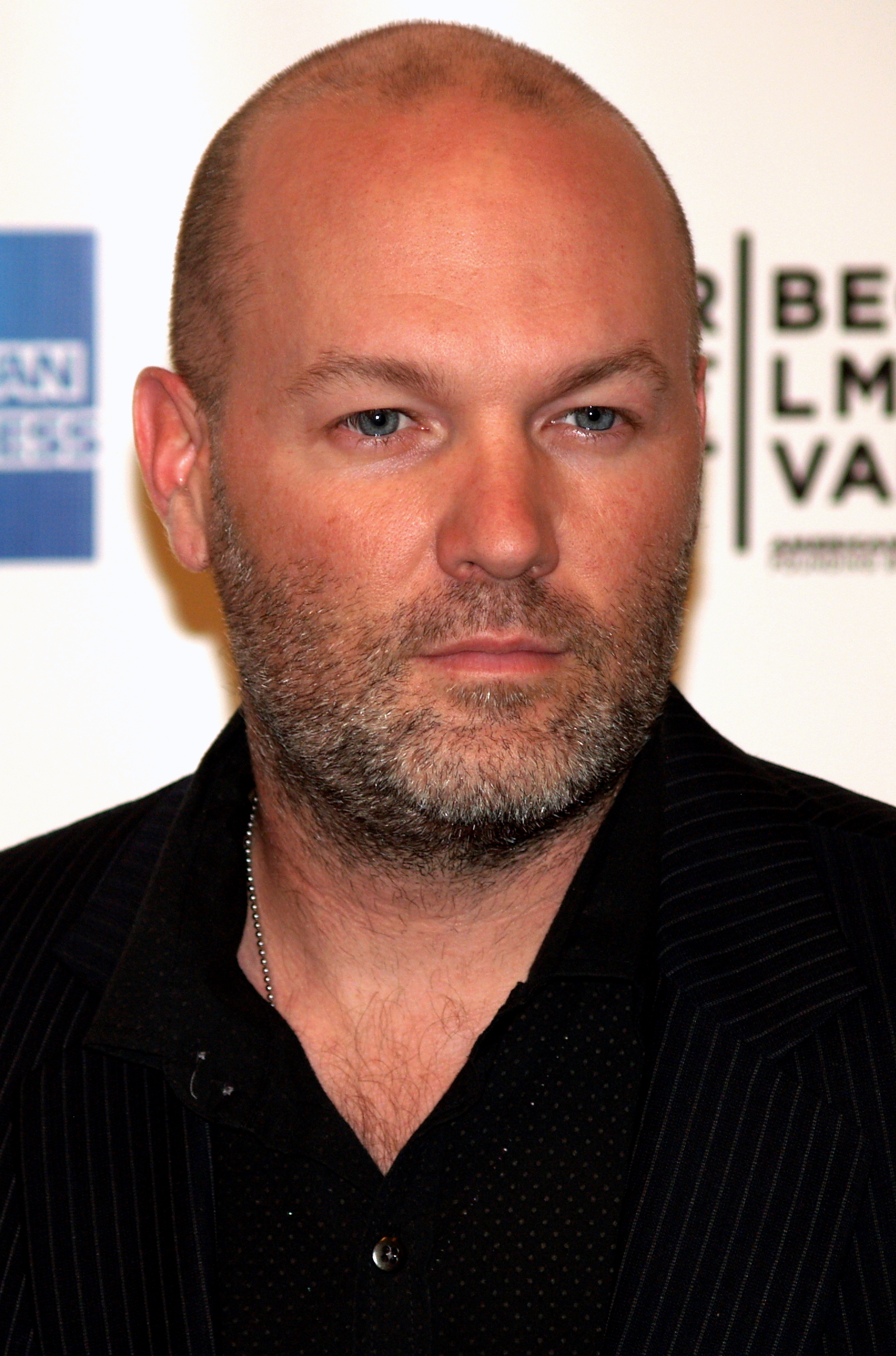
Fred Durst, vocalista de Limp Bizkit, en 2008.

El 8 de julio de 2004, un Fan Site publicó un informe oficial en el que se decía que Borland estaba grabando con la banda en Londres. Posteriormente aparecieron fotos en la web oficial de la banda de él componiendo con esta, y un vídeo en directo de ellos tocando una nueva canción, "The Truth"; también fue publicado en la web. La banda lanza The Unquestionable Truth (Part 1) con buenos motivos para que el público tenga expectativas: primero, la vuelta de Borland; y segundo, otra vuelta, la de Ross Robinson, productor de KoЯn y primer productor de Limp Bizkit en Three Dollar Bill, Yall$. The Unquestionable Truth (Part 1) fue acogido por la crítica y los fanes con bastante más y mejor ánimo que su predecesor, Results May Vary. El nuevo trabajo de la banda de Jacksonville se lanzó en formato EP, con sólo siete pistas y todas ellas comienzan en su título con "The". Además, durante la grabación, John Otto dejó la banda para recibir rehabilitación y fue reemplazado por Sammy Siegler. Siegler fue el batería en todos los temas, a excepción de "The Channel", grabada por Otto.
En 2006, Borland vuelve a dejar la banda para seguir con sus proyectos paralelos, From First to Last (con quién grabó un disco en 2006 y anunció que es el único) y Black Light Burns, proyecto creado por él mismo. Muchos críticos y fanes acusaron a Durst de haber tratado de parecerse excesivamente a Rage Against the Machine (uno de los grupos más influyentes del sonido original de Limp Bizkit) y a su líder, Zack de la Rocha. Muchos de los componentes de la banda tienen proyectos en solitario, ya sea en colaboraciones con grupos paralelos (como Borland) o proyectos cinematográficos (como Durst). Los rumores aseguraban que en 2007 The Unquestionable Truth (Part 2) vería la luz pero no fue así. Borland sostiene que esta segunda parte de The Unquestionable Truth nunca saldrá al público, mientras que Durst dijo en MySpace que lo hará, con su correspondiente gira y, posiblemente, le siga un álbum nuevo de estudio. Durst grabó una película independiente llamada "The Education of Charlie Banks", que finalizó en julio de 2007 con muy buenas críticas. En julio de 2007, Fred Durst publicó una canción titulada "Summer Of Bipolar Love" en su MySpace. El 31 de marzo de 2008 editó su primer DVD, "Rock Im Park 2001", que corresponde al festival realizado en Alemania en 2001.
Se ha confirmado que Kid Rock y Three Six Mafia han trabajado en The Unquestionable Truth (Part 2), quienes aparecerían en la pista
"Don´t Test Me". En una reciente entrevista, (26-06-08), en el "Tom Green Show", Fred Durst (que interpretaba a su alter ego) responde a un seguidor, que se pregunta cuándo volverá a estar de vuelta la banda en los escenarios, diciendo: "I'm gonna get up on the stage for you man, and don't worry about it, it's coming. And you better wear your panties or your diaper or whatever cause I'm gonna do metal your fuckin ass off brother!"(Yo voy a subirme al escenario por ti, no te preocupes por eso, falta poco. ¡Y te conviene tener tus calzones o tus pañales puestos o lo que sea porque voy a hacer metal en tu maldito trasero!). En la entrevista también mencionó que TUT P2 está todavía en proceso. El 2-07-08, Fred Durst creó un Facebook solo para los verdaderos fanes de Limp Bizkit, donde colgó un video donde se lo puede ver a él, diciendo: "It's Time For Limp Bizkit". Durst Recientemente ha hablado seriamente del regreso con The Unquestionable Truth Part II.
Diciendo que Limp Bizkit renacerá y acabara con todo. Se dice estará trabajado con el estilo original de la banda, con más de 10 canciones y ahora todas las canciones sin el título "The".

### Reunión yGold Cobra(2009-2012)

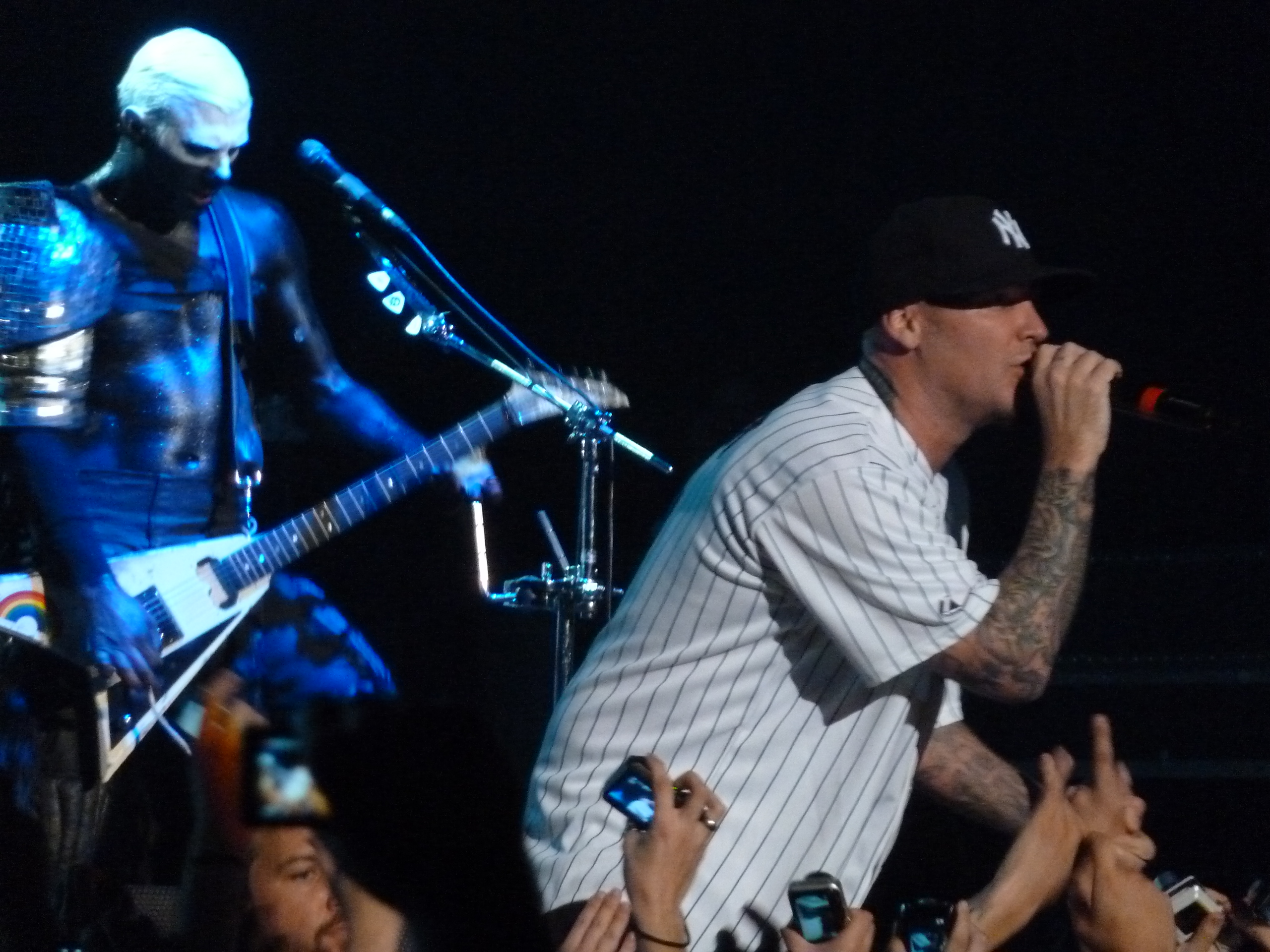
Limp Bizkit en concierto en Chile, año 2011.

En 2009, Limp Bizkit se reunió con Borland tocando la guitarra y lanzó la gira Unicorns N' Rainbows. Durst anunció que habían comenzado la grabación de un nuevo álbum, que Borland tituló Gold Cobra.  Borland afirmó que el título no tiene ningún significado y que se eligió porque encajaba con el estilo musical que la banda estaba componiendo para el álbum. La banda grabó una introducción hablada escrita por Durst e interpretada por Gene Simmons, miembro de Kiss, para el álbum, pero no se incluyó en el álbum final. La banda también grabó temas adicionales que no forman parte del álbum, como "Combat Jazz", con la participación del rapero Raekwon, y "Middle Finger", con Paul Wall.
"Shotgun" se lanzó como sencillo el 17 de mayo de 2011. La canción destaca por incluir un solo de guitarra de Borland, algo por lo que la banda no es conocida. "Shotgun" recibió críticas favorables, y Artistdirect escribió: "['Shotgun'] se siente como si Bizkit se hubiera acercado al estilo característico de Three Dollar Bill Y'All y Significant Other con otra década más de experiencia instrumental y virtuosismo, creando un éxito que podría hacer mover traseros en el club o puños volando en el pogo".
Gold Cobra se lanzó el 28 de junio y recibió críticas mixtas y positivas. La banda lanzó el Gold Cobra Tour para promocionar el álbum. Se lanzó un video musical para la canción principal. Gold Cobra vendió casi 80,000 copias solo en Estados Unidos y alcanzó el puesto número 16 en el Billboard 200; sin embargo, la banda abandono la discográfica Interscope después del lanzamiento del álbum.

### Stampede of the Disco ElephantsyLimp Bizkit Still Sucks(2012–presente)
En febrero de 2012, la banda regresó a Australia por primera vez en 11 años para actuar en el festival Soundwave. Durst dedicó los conciertos a Jessica Michalik, que murió durante la actuación de Limp Bizkit en Big Day Out 2001. Limp Bizkit firmó con Cash Money Records. Tras una disputa entre Durst, Lethal, y Otto sobre el supuesto consumo crónico de drogas y alcohol de los dos últimos, DJ Lethal abandonó airadamente la banda. DJ Lethal más tarde publicó una disculpa a la banda en Twitter, y finalmente en 2018 se le permitió volver a la banda.
La banda grabó su séptimo álbum de estudio, Stampede of the Disco Elephants con el productor Ross Robinson, quien también produjo el álbum debut de la banda; Three Dollar Bill, Yall; y su EP de 2005 The Unquestionable Truth (Part 1).
Limp Bizkit ofreció varios conciertos en el Reino Unido durante el invierno de 2016 junto a Korn. Respecto a esta gira, Fred dice: "Puede que hayas experimentado muchos conciertos geniales en tu vida, pero puedo garantizarte que una noche con Korn y Limp Bizkit será siempre y para siempre tu favorita. Nadie trae la fiesta más fuerte, más pesada y más emocionante que nosotros. Nadie. Y... asegúrate de descansar bien la noche anterior. Es hora de traerlo de vuelta!"
Debido a la poca información y los constantes retrasos para el lanzamiento de Stampede, en una entrevista/charla con el pódcast "Someone Who Isn't Me", Wes dijo que Fred "no está contento" con lo que estaba trabajando. El guitarrista dijo que Durst "seguirá trabajando en algo hasta que esté contento con ello, aunque tarde años y años".
En agosto de 2021, justo una semana después de su actuación en el escenario principal de Lollapalooza, la banda canceló su gira de verano, "por precaución y preocupación por la seguridad de la banda, el equipo y, sobre todo, los fans" en relación con el aumento de casos de COVID-19 en los Estados Unidos.
El 25 de agosto de 2021, la banda reveló que se "filtraría" nueva música en rápida sucesión con su nuevo álbum poco después.
El 30 de septiembre de 2021, la banda lanzó un nuevo sencillo "Dad Vibes". El 19 de octubre, Durst se burló en Instagram de que más canciones llegarían pronto, revelando los títulos "Turn It Up Bitch" y "Goodbye", así como que el álbum tiene también 12 canciones. El 28 de octubre de 2021, Durst confirmó a través de Instagram que el sexto álbum de la banda - ahora titulado Still Sucks - fue lanzado el 31 de octubre de 2021.
En la julio de 2022, la banda cancelo toda su gira europea debido a problemas medicos de Durst, por lo que no tocaron en todo el resto del año. Finalmente las fechas fueron re agendadas para marzo de 2023. A fines de ese año la banda confirma su participación en las ediciones Lollapalooza Chile, Argentina y Brasil 2024, también en Estereo Picnic y Asuncionico, en Colombia y Paraguay respectivamente. En el verano de ese año la banda comienza su gira “Loserville”, que los llevo por varias ciudades de Estados Unidos. En abril de 2025, la banda abre una serie de conciertos para Metallica en Estados Unidos, quienes se encuentran en su gira “M72 world tour”. Unos meses después, Limp Bizkit confirma una nueva gira latinoamericana para noviembre y diciembre, con artistas soporte como Yungblud, 311, Riff Raff y más. En este mismo periodo, la banda ha publicado en sus redes sociales fotos en el estudio, dando a entender que estan grabando su nuevo disco, no se han dado detalles sobre la fecha de lanzamiento. 

## Arte

### Musical
Durst quería que Limp Bizkit fuera una "megabanda" que pudiera abarcar tantos estilos de música como fuera posible. La música de Limp Bizkit ha sido descrita predominantemente como nu metal. rap metal. y hard rock. En 2000, el New York Daily News etiquetó a la banda como "frat-metal".
La música de Limp Bizkit destaca por su "energía cinética y frenética". Otto es experto en tocar la batería en una variedad de estilos que van desde la música brasileña y afrocubana hasta el bebop y el funk. DJ Lethal funciona como diseñador de sonido para la banda, dando forma a su sonido. Según Lethal, "Intento aportar nuevos sonidos, no sólo los habituales chirridos de scratching.... Son cosas diferentes que no se han oído antes. Intento ser como otro guitarrista". La forma de tocar la guitarra de Borland es experimental y no tradicional, y destaca por su uso creativo de guitarras de seis y de siete cuerdas. En Three Dollar Bill, Yall aparece tocando sin púa, con las dos manos, una tocando notas melódicas y la otra tocando progresiones de acorde. Su forma de tocar la guitarra utiliza formas de octava y ritmos entrecortados de corcheas, a veces acompañados de silenciamiento de las cuerdas con la mano izquierda, lo que crea un sonido percusivo. Borland también ha utilizado semicorcheas sincopadas acentuadas de forma desigual para crear un efecto desorientador, así como licks hipnóticos y zumbantes. La canción "Stuck" utiliza un pedal de sustain en el primer compás y riffs silenciados en el segundo.

### Influencia
Limp Bizkit ha sido mencionado como parte del "Big 4 del nu metal", junto con Linkin Park, System of a Down, Korn. la banda también incluye influencias de bandas como The Jesus Lizard, Tomahawk, Dave Matthews Band, Portishead, Mr. Bungle, Sepultura, Ministry, Prong, Tool, Pantera, Minor Threat, Angry Samoans, Black Flag, the Fat Boys, Treacherous Three, Guns N' Roses, Metallica, Rage Against the Machine, Deftones, Jane's Addiction, John Zorn.
En Stone Ocean, la sexta parte del manga japonés JoJo's Bizarre Adventure, el Stand perteneciente a Sports Maxx se llama Limp Bizkit, en alusión a la banda.
La revista Kerrang! habló del impacto de la canción "Break Stuff" de la banda: "Si Deftones representaban algo más profundo del nu-metal, Limp Bizkit representaban algo completamente en el otro extremo de la escala. A pesar de tener un guitarrista genuinamente innovador en Wes Borland, cuya visión de su banda a caballo entre géneros estaba probablemente más en línea con bandas como Primus, Faith No More y Mr. Bungle... Break Stuff, ejem, rompió los esquemas de Limp Bizkit gracias a su diabólicamente sencillo motivo de dos acordes, a su drop de patear el culo y a su vídeo pegadizo a la televisión en el que aparecían Jonathan Davis, Flea y Roger Daltrey de The Who, así como las megaestrellas del rap Snoop Dogg, Eminem y Dr. Dre, llevándolos a un público mucho más allá del metal. La celebridad que siguió fue enorme. La influencia que dejó fue más grande".

### Críticas
A pesar de recibir elogios por su arte y sus contribuciones musicales, la banda ha recibido una parte de críticas negativas por parte de colegas músicos. Como señaló el autor Joel McIver, la mezcla de rap y metal de Limp Bizkit fue notablemente precedida por las bandas Rage Against the Machine y Faith No More, pero sus letras diferían ampliamente de la política radical de la primera y la poesía existencial de la segunda. Durst citó a ambas bandas como dos de sus mayores influencias. La versión semi-irónica de Faith No More de «Easy» de Lionel Richie en 1992 insinuó lo que sería la grabación de «Faith» de George Michael por Limp Bizkit en 1997. Los líderes de ambos grupos se han distanciado de Limp Bizkit; Zack de la Rocha de Rage Against the Machine declaró que Limp Bizkit «apesta», mientras que el vocalista de Faith No More Mike Patton parafraseó la cita atribuida a Götz von Berlichingen, Er kann mich am Arsch lecken - «Puede lamerme el culo», cuando un periodista alemán le preguntó sobre el interés de Durst en publicar su música a través de Interscope Records. Durante los MTV Video Music Awards de 2000, el bajista de Rage Against the Machine, Tim Commerford, se subió a parte del set en protesta porque Limp Bizkit ganó el premio al Mejor Vídeo de Rock, expresando más tarde su disgusto por la banda durante una entrevista de 2015 con Rolling Stone, afirmando: «Pido disculpas por inspirar tal mierda...».

## Rivalidad

### Slipknot
Korn y Limp Bizkit compartieron una larga amistad después de que el bajista Reginald Arvizu ayudara a la banda a conseguir un contrato discográfico en 1996. Las bandas siguieron estrechando su relación, ya que solían salir de gira juntas con frecuencia a finales de la década de 1990. Por aquel entonces, Slipknot era una banda emergente y su debut autotitulado fue producido por Ross Robinson (un productor que trabajó con las tres bandas). Mientras estaban de gira promocionando su próximo álbum durante la gira Ozzfest de 1999, el vocalista Corey Taylor se fijó en la campaña de modelaje del baterista de Korn David Silveria para Calvin Klein en varias revistas mientras la banda estaba en una parada de camiones en Texas. Disgustado con las decisiones empresariales de Silveria para expandirse en el modelaje, Taylor compró numerosas copias de la edición de la revista y quemó públicamente copias en el escenario durante las actuaciones en vivo de la banda. Según Taylor, Durst y DJ Lethal se enfurecieron por los gestos y atacaron a Slipknot en varias entrevistas en la primavera de 1999. Taylor admite que él y varios miembros de Slipknot quedaron impresionados con el disco de debut de Limp Bizkit en 1997, citándolo incluso como una influencia en su álbum de debut, pero más tarde afirmó que perdieron el respeto por la banda tras el lanzamiento de «Significant Other» en 1999, acusando a la banda de venderse. Durst haría más comentarios de represalia hacia los seguidores de Slipknot en diciembre de 1999, refiriéndose a ellos como «niños gordos y feos». El cantante de Slipknot Corey Taylor respondió durante una entrevista con un fan en febrero de 2000 en Sídney, Australia, afirmando que los seguidores de Slipknot «en su mayor parte, disfrutan de todo tipo de música, como Limp Bizkit... tal vez.» Taylor continuó afirmando que insultar a los seguidores de Slipknot también podría ser insultar a los seguidores de Limp Bizkit. Durante una entrevista con VH1 en octubre de 2000, Durst elogió la música de Slipknot, expresando su deseo de calmar la tensión entre ambas partes, cuando se le preguntó sobre la música de Slipknot Durst dijo a los periodistas: «Tío esta banda es super phat, tío; ni siquiera los conocemos. Eso es todo lo que hacen, eso es lo que cantan, eso es lo que hacen, eso mola. Quizá todo este odio que está dando la vuelta al mundo, por eso dije 'Es todo lo que el mundo ha visto últimamente'». A pesar de ello, Taylor respondió elogiando las aventuras financieras de Durst, pero atacó sus motivos artísticos, afirmando que «Fred Durst es un gran hombre de negocios, pero no es un artista». A pesar de los ataques entre las dos bandas, compartieron numerosas fechas de festivales en el Reino Unido durante el año 2000, incluidos los festivales de Reading and Leeds Festivals del año 2000.
En agosto de 2021, Limp Bizkit rindió un homenaje público al batería de Slipknot Joey Jordison, recientemente fallecido el 26 de julio. Durst y la banda le rindieron tributo durante su concierto en Des Moines, Iowa (ciudad natal de Slipknot). Durst preguntó al público: «Slipknot es de por aquí, ¿no?» antes de expresar su apoyo a Jordison y al resto de la banda, y más tarde dijo al público: «¡Descansen en paz, un aplauso! Qué bonito. La vida es corta y siempre es efímera, así que, hombre, recordemos que todo lo que somos es ahora mismo", mientras el público coreaba el nombre de Jordison. El 19 de mayo de 2024, el tornamesista de Slipknot, Sid Wilson, hizo una aparición en vivo durante la actuación de Limp Bizkit en el festival Sonic Temple de ese año en Columbus, Ohio.

### Marilyn Manson y Trent Reznor
Marilyn Manson era conocido por ser muy crítico con la música de Limp Bizkit; en 1999, atacó el arte de la banda y a sus seguidores, refiriéndose a ellos como «simios analfabetos que te dieron una paliza en el instituto por ser “maricón” y ahora te venden himnos de testosterona sin melodía de misoginia y pretenden ser forasteros..." Más tarde se informó de que Manson se había retirado del festival de Woodstock '99 debido a su aversión a Limp Bizkit, aunque posteriormente afirmó que esto se había debido a un horario inconveniente para su actuación. Manson y Trent Reznor, líder de Nine Inch Nails, volvieron a apuntar contra Durst y la banda durante una entrevista en el año 2000, cuando a Manson le preguntaron por su opinión sobre el reciente vídeo de Nine Inch Nails para el sencillo Starfuckers, Inc. en el que ambos apuntaban a varios artistas, desde Billy Corgan, Michael Stipe y (sobre todo) Limp Bizkit. Manson exclamó después: «Con este vídeo, no queríamos parecer quejándonos de que Limp Bizkit lo está haciendo mejor que nosotros, en su mente». Reznor se sumó más tarde al comentario, exclamando: «No tengo que decir que Limp Bizkit apesta, tú lo sabes, yo lo sé, no debería tener que decirlo». Durst respondió a los insultos de Manson y Reznor: «Entiendo que Marilyn Manson esté muy descontento porque su carrera se ha ido al garete y ha alejado a sus fans, así que si tiene que decir cosas así porque está muy enfadado consigo mismo, yo le perdonaría. Y Trent Reznor está en el mismo barco. Trent Reznor está obviamente descontento con cómo ha alienado al mundo, cuánto tiempo ha tardado en hacer un disco, y cómo pensaba que era inmortal. Nosotros estamos aquí haciendo lo que hacemos y no tenemos nada que decir de nadie. Les deseo suerte a los dos y me da pena que estén tan celosos y enfadados consigo mismos que tengan que decir idioteces". La relación entre Durst y Manson parecía haberse vuelto cordial, ya que ambos aparecieron en la portada de la revista Rolling Stone en junio de 2003, junto a James Hetfield y Ozzy Osbourne. Sin embargo, el guitarrista de Limp Bizkit Wes Borland se unió a la banda de Manson en 2008. Durante un show en Seúl, Corea del Sur el 15 de agosto de 2008; Manson presentó a Borland en el escenario y comenzó a atacar a Limp Bizkit, exclamando a la multitud «Aquí está nuestro nuevo guitarrista, solía tocar para una banda realmente mala...». Borland más tarde abandonó la banda de Manson después de menos de nueve meses, citando una incapacidad para escribir canciones y criticando el liderazgo dominante de Manson. En 2021, Manson se convertiría en objeto de una nueva controversia en torno a numerosas acusaciones de abuso sexual en su contra. Borland atacó a Manson en numerosas entrevistas, denunciándolo como un «Puto tío malo». Trent Reznor, en respuesta, apoyó las afirmaciones de Borland contra la mala conducta de Manson, mientras que también atacó a Manson por las acusaciones de abuso durante una entrevista con Ultimate Guitar.

## Discografía
- 1997: Three Dollar Bill, Yall$
- 1999: Significant Other
- 2000: Chocolate Starfish and the Hot Dog Flavored Water
- 2003: Results May Vary
- 2011: Gold Cobra
- 2021: Still Sucks

E.P.s
- 2005: The Unquestionable Truth (Part 1).

## Miembros

### Miembros actuales
- Fred Durst - voz, guitarra (1994-2006) (2009-presente)
- Sam Rivers - bajo, coros (1994-2006) (2009-2015) (2018-presente)
- John Otto - batería (1994-2006) (2009-presente)
- Wes Borland - guitarra, coros (1995-2001) (2004-2006) (2009-presente)
- DJ Lethal: tornamesas, samples, programación, coros (1996-2006) (2009-2012) (2018-presente)

### Miembros anteriores
- Rob Waters: guitarra (1994-1995)
- Terry Balsamo: guitarra (1995)
- Mike Smith: guitarra, coros (2002-2004)

### Miembros de gira
- Brian Welch: guitarra (2003)
- Sammy Siegler: batería (2004-2005)
- Franko Carino (DJ SK3L3TOR): samples, programación, coros (2012, 2013-2017)
- Nick Annis: guitarra (2015)
- Samuel G Mpungu: bajo (2015-2017, 2018)
- Tsuzumi Okai: bajo (2018)
- Brandon Pertzborn: batería (2021)